# Bob-Europameisterschaft 1986
Die Bob-Europameisterschaft 1986 wurde am 18. und 19. Januar im Zweierbob und am 23. und 24. Februar 1985 im Viererbob zum vierten Mal auf der Kunsteisbahn des Olympia Eiskanals im österreichischen Igls ausgetragen. Anders als im letzten Jahr war die Europameisterschaft diesmal keine Veranstaltung des Bob-Weltcups. Erstmals durften bei einer EM nach einem Beschluss der FIBT vom Sommer 1984 nur noch Normbobs verwendet werden. Damit waren die kurzzeitig sehr erfolgreichen sowjetischen Zigarrenbobs, aber auch die damals verwendete Kufenfederung der DDR-Bobs Geschichte und sollte so eine größere Chancengleichheit im Materialsektor bieten und den Focus wieder auf das fahrerische Können lenken.

## Zweierbob
Trotz der nunmehr recht ausgewogenen Materialbedingungen gab es wie so oft vor allem im Schweizer Lager einige Aufregung. Bei den Schweizer Bobmeisterschaften ging es auch um die Qualifikation für die Europa- und Weltmeisterschaften. Dort zeichnete sich recht früh ab, das der Titelverteidiger im Viererbob, Silvio Giobellina, ins Hintertreffen geraten würde. Dies gipfelte schließlich darin, das Giobellina Mitte Januar 1986 eine Pause vom Bobsport verkündete. Stattdessen fuhren nun die Piloten Ralph Pichler, Hans Hiltebrand und Erich Schärer, dem die Nichtberücksichtigung bei Olympia 84 immer noch nachhing, nach Igls. Ekkehard Fasser, der Fünfte im Bunde, gehörte in der Saison 1985/86 nicht mehr zum Kreis der Nationalmannschaft und konzentrierte sich auf den Weltcup, so dass der Viererbob-Europameister von 1983 von vornherein nicht für die EM vorgesehen war. Die DDR-Bobs zeigten sich hingegen in beeindruckender Frühform. Beim Nationencup Anfang Januar konnten sie am EM-Austragungsort einen Dreifacherfolg im Zweierbob feiern. Diese Form bestätigten die Bobs vom ASK Vorwärts Oberhof bei der EM eindrucksvoll. Doppelolympiasieger Wolfgang Hoppe zeigte bereits am ersten Wettkampftag seine Titelambitionen, die er auch am zweiten Tag bei deutlich wärmeren Temperaturen über dem Gefrierpunkt bestätigte. Speziell mit dem dritten Lauf, bei dem das Duo Hoppe/Schauerhammer als einziges an diesem Tag unter 55 Sekunden blieb, sicherten sie sich den Titel. Um die weiteren Podestplätze entbrannte ein spannender Kampf mit unterschiedlichen Teilnehmern. Nach dem ersten Wettkampftag lagen die Bobs von Richter und Schärer mit gleicher Zeit noch auf dem Bronzerang hinter Lehmann/Musiol. Nach dem dritten Lauf lag Richter nur noch 3 Hundertstel hinter Lehmann, während Schärer abgefallen war. Nun rückten aber die Lokalmatadoren mit Ingo Appelt, der nach dem dritten Lauf nur noch 25 Hundertstel Rückstand auf Bronze hatte, ins Blickfeld. Im vierten Lauf sicherten sich Lehmann/Musiol mit Laufbestzeit Silber, während Appelt mit der zweitbesten Zeit nochmals nach Bronze griff. Am Ende trennten ihn 7 Hundertstel vom Duo Richter/Grummt, die mit Bronze den DDR-Dreifacherfolg komplettierten. Während die Schweizer Teams einigermaßen ernüchtert aus der Zweierkonkurrenz gingen, gelang den DDR-Bobs nach 1978 der zweite Dreifacherfolg im kleinen Schlitten bei einer EM. Der vierte Platz von Ingo Appelt zeigte die aufsteigende Form der Athleten aus Österreich. Das Fehlen des Titelverteidigers und besten sowjetischen Athleten Zintis Ekmanis sowie die Einführung des Normbobs beendeten vorerst das sowjetische Bobwunder. Maris Poikans war mit Rang Zehn bester sowjetischer Vertreter.
| Platz | Bob                                                       | Lauf 1 | Lauf 2 | Lauf 3 | Lauf 4 | Gesamtzeit Rückstand |
| ----- | --------------------------------------------------------- | ------ | ------ | ------ | ------ | -------------------- |
| 1     | DDR – Bob GDR 1 Wolfgang Hoppe Dietmar Schauerhammer      | 54,11  | 54,79  | 54,98  | 55,67  | 3:39.55              |
| 2     | DDR – Bob GDR 2 Bernhard Lehmann Bogdan Musiol            | 54,25  | 54,82  | 55,54  | 55,46  | 3:40.07 +0.52        |
| 3     | DDR – Bob GDR 3 Detlef Richter Steffen Grummt             | 54,65  | 54,77  | 55,23  | 55,82  | 3:40.47 +0.92        |
| 4     | Österreich – Bob AUT 1 Ingo Appelt Christian Mark         | 54,63  | 55,17  | 55,10  | 55,62  | 3:40.52 +0.97        |
| 5     | Schweiz – Bob SUI 3 Erich Schärer André Kiser             | 54,45  | 54,97  | 55,41  | 55,79  | 3:40.62 +1.07        |
| 6     | BR Deutschland – Bob FRG 1 Anton Fischer Christoph Langen | 54,93  | 54,92  | 55,47  | 55,75  | 3:41.04 +1.49        |
| 7     | Schweiz – Bob SUI Ralph Pichler Celeste Poltera           | 54,39  | 55,06  | 55,62  | 56,08  | 3:41.15 +1.60        |
| 8     | Schweiz – Bob SUI Hans Hiltebrand Daniel Hitz             | 54,84  | 54,92  | 55,57  | 55,90  | 3:41.42 +1.87        |
| 9     | Österreich – Bob AUT 2 Paul Hilber Josef Muigg            |        |        |        |        | 3:41.70 +2.15        |
| 10    | Sowjetunion – Bob URS Māris Poikāns Ivars Bērzups         |        |        |        |        | 3:42.00 +2.45        |

## Viererbob
Bei der Konkurrenz im großen Schlitten gingen 27 Bobs aus 13 Nationen an den Start. Einige Aufregung hatte es im Training um den Österreicher Piloten Peter Kienast gegeben, der sich bei einem Sturz eine leichte Gehirnerschütterung zugezogen hatte. Zum Wettkampf hatte er von den Ärzten aber die Starterlaubnis bekommen. Unruhe gab es auch weiterhin im Schweizer Boblager. Unter dem Eindruck des Abschneidens bei der Zweierbob-EM und den ersten Trainingsfahrten zur Viererbob-EM verzichtete Pilot Erich Schärer von sich aus auf einen Start. Brisanz bekam dieser Verzicht dadurch, indem Schärer seine Teammitglieder Andre Kiser und Erwin Fassbind sowie den Stammanschieber von Ekkehard Fasser, Kurt Meier, nun Hans Hiltebrand zur Verfügung stellte. Hiltebrand gab diesen Athleten den Vorzug vor seiner Crew, bestehend aus Dani Hitz, Ralph Ott und Meinrad Müller. Diese erklärten daraufhin postwendend, nie mehr mit Hiltebrand fahren zu wollen. Leicht favorisiert war nach dem Abschlusstraining jedoch der Bob des Schweizers Ralph Pichler, der mit den besten Zeiten aufwarten konnte. An den vorangegangenen Tagen hatte vor allem der Bob von Detlef Richter mit guten Trainingszeiten beeindruckt.
Am ersten Wettkampftag war das Geschehen an Spannung kaum zu überbieten. Durch dauerhaften Schneefall hatten alle Bobs ziemlich gleiche Bedingungen, so dass vor allem das fahrerische Können entschied. Nach zwei Läufen lag etwas überraschend der Österreicher Kienast mit 4 Hundertstel Vorsprung vor dem Bob von Hans Hiltebrand auf Goldkurs. Zwei Hundertstel hinter Hiltebrand folgte der Bob von Bernhard Lehmann. Mit Sieben und Acht Hundertstel Abstand auf Lehmann folgten die Bobs von Wolfgang Hoppe und Detlef Richter. Zwischen Platz eins und fünf lagen somit zur Halbzeit gerade einmal 14 Hundertstel, selten war eine Europameisterschaft so spannend. Die Weichen wurden im dritten Lauf gestellt. Hiltebrand konnte noch ohne Schneefall seinen Lauf absolvieren und fuhr prompt die beste Zeit der gesamten EM, während die nachfolgende Konkurrenz zunehmend mit Schneefall zu kämpfen hatte. Allerdings konnte sich der Bob von Bernhard Lehmann im vierten Lauf noch auf den Silberrang vorschieben und verdrängte den Bob von Peter Kienast auf den Bronzeplatz. Dennoch war diese Medaille für den Österreicher ein enormer Erfolg, denn sie stellte seine erste internationale Medaille überhaupt dar. Für den neuen Europameister Hans Hiltebrand hatte sich der Crewwechsel letztlich gelohnt. Allerdings ahnte er schon kurz nach seinem Titelgewinn, das eine WM-Teilnahme am Königssee wohl eher unwahrscheinlich sein würde, zumal Erich Schärer vom Verband eine Startgarantie erhalten hatte. Kurz darauf erklärte Hiltebrand dann tatsächlich die Bobsaison aus seiner Sicht für beendet.
| Platz | Bob                                                                                    | Lauf 1 | Lauf 2 | Lauf 3 | Lauf 4 | Gesamtzeit Rückstand |
| ----- | -------------------------------------------------------------------------------------- | ------ | ------ | ------ | ------ | -------------------- |
| 1     | Schweiz – Bob SUI 2 Hans Hiltebrand Kurt Meier Erwin Fassbind André Kiser              | 54,04  | 54,04  | 53,52  | 53,60  | 3:35.20              |
| 2     | DDR – Bob GDR 1 Bernhard Lehmann Matthias Trübner Ingo Voge Bogdan Musiol              | 53,82  | 54,28  | 53,60  | 53,91  | 3:35.61 +0.41        |
| 3     | Österreich – Bob AUT 1 Peter Kienast Franz Siegl Gerhard Redl Christian Mark           | 53,61  | 54,43  | 53,68  | 54,04  | 3:35.76 +0.56        |
| 4     | DDR – Bob GDR 2 Wolfgang Hoppe Roland Wetzig Dietmar Schauerhammer Andreas Kirchner    | 53,61  | 54,56  | 53,73  | 54,24  | 3:36.14 +0.94        |
| 5     | DDR – Bob GDR 3 Detlef Richter Matthias Legler Dietmar Jerke Steffen Grummt            | 53,64  | 54,54  | 53,93  | 54,33  | 3:36.44 +1.24        |
| 6     | Schweiz – Bob SUI 1 Ralph Pichler Heinrich Notter Celeste Poltera Roland Beerli        | 54,19  | 54,50  | 53,79  | 54,15  | 3:36.63 +1.43        |
| 7     | Österreich – Bob AUT 3 Walter Delle Karth Robert Herz Thomas Wörz Kurt Teigl           |        |        |        |        | 3:37.92 +2.72        |
| 8     | BR Deutschland – Bob FRG 1 Anton Fischer Franz Nießner Uwe Eisenreich Christoph Langen |        |        |        |        | 3:38.04 +2.84        |
| 9     | Großbritannien – Bob GBR 1 Nick Phipps Keith Power Robert Thorne Alan Cearns           |        |        |        |        | 3:38.15 +2.95        |
| 10    | Österreich – Bob AUT 2 Ingo Appelt Josef Muigg Karl Span Günter Kaspar                 |        |        |        |        | 3:38.46 +3.26        |

## Medaillenspiegel
| Platz | Nation                          | Gold | Silber | Bronze |
| ----- | ------------------------------- | ---- | ------ | ------ |
| 1     | Deutsche Demokratische Republik | 1    | 2      | 1      |
| 2     | Schweiz                         | 1    | –      | –      |
| 3     | Österreich                      | –    | –      | 1      |